# Partido Conservador de Canadá
El Partido Conservador de Canadá (en inglés: Conservative Party of Canada; en francés: Parti conservateur du Canada) es un partido político conservador de Canadá. Se fundó el 7 de diciembre de 2003 por la fusión de los dos principales partidos de la derecha canadiense: el Partido Conservador Progresista y la Alianza Canadiense, siendo este último el sucesor del Partido Reformista con sede en el oeste de Canadá.
El PCC se posiciona entre el centroderecha y la derecha del espectro político canadiense; sus principales opositores son el Partido Liberal de Canadá y el Nuevo Partido Democrático, ambos posicionados en el centroizquierda. El partido gobernó en Canadá entre 2006 a 2015, bajo el gobierno del primer ministro Stephen Harper.
Bajo el liderazgo de Stephen Harper, los Tories canadienses gobernaron con dos gobiernos en minoría tras ganar las elecciones federales de 2006 y 2008. Los conservadores obtendrían un gobierno mayoritario en las elecciones federales de 2011, pero luego fueron derrotados en las elecciones federales de 2015 por los liberales liderados por Justin Trudeau. Bajo los liderazgos de Andrew Scheer y Erin O'Toole, el PCC permaneció en la oposición, a pesar de ganar en voto popular en las elecciones federales de 2019 y 2021. Actualmente el líder de los conservadores canadienses es Pierre Poilievre, elegido para dicho cargo en 2022.

## Historia
En 2003, la Alianza Canadiense (antes Partido Reformista) y los partidos Conservadores Progresistas acordaron fusionarse en el actual Partido Conservador.
El 15 de octubre de 2003, después de que la Alianza Canadiense y el Partido Conservador Progresista llevarán a cabo reuniones a puertas cerradas, Stephen Harper (entonces líder de la Alianza Canadiense) y Peter MacKay (entonces líder de los Conservadores Progresistas) anunciaron la fundación del nuevo partido Conservador. Después de varios meses de conversaciones entre dos equipos de emisarios, el trato se concretó.
El 5 de diciembre de 2003, el acuerdo fue ratificado por los miembros de la Alianza por un margen de 96% a 4% en un referéndum nacional realizado por voto postal. El 6 de diciembre, los Conservadores Progresistas llevaron a cabo una serie de convenciones regionales, en las que los delegados ratificaron el acuerdo por un margen del 90 % al 10% en una votación. El 7 de diciembre, el nuevo partido se registró oficialmente en la Comisión de Elecciones de Canadá. El Senador John Lynch-Staunton, fue nombrado líder interino, en espera del resultado de la elección de liderazgo inaugural del partido.

## Principios y políticas

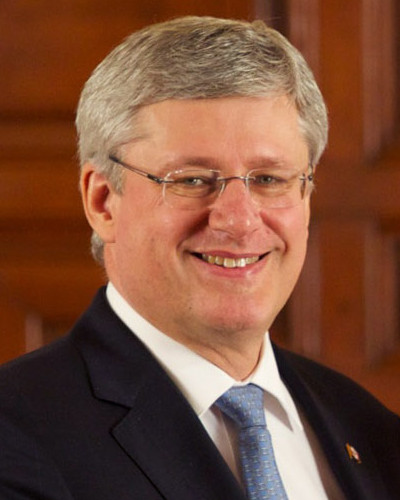
El Muy Honorable Stephen Harper, 22° primer ministro de Canadá

El Partido Conservador histórico se ha identificado fuertemente con el Imperio británico y tuvo como objetivo modelar las instituciones políticas canadienses después de que los británicos se opusieron a las políticas del Partido Liberal que favorecieron el nacionalismo canadiense y la independencia política de Gran Bretaña, así como las políticas económicas continentalistas como el libre comercio y una mayor integración con los Estados Unidos en lugar de mayores vínculos políticos y económicos con el Imperio británico y luego la Commonwealth. La reversión se produjo bajo la dirección de Brian Mulroney, el partido hizo hincapié en las fuerzas del mercado en la economía y alcanzó un hito de acuerdo de libre comercio con los Estados Unidos en 1988. El Partido Conservador en general favorece la reducción de impuestos, un gobierno más pequeño, más descentralización de los poderes del gobierno federal a las provincias, siguiendo el modelo del Acuerdo del Lago Meech y valores tradicionales religiosos y culturales.
En 2021, 62 diputados conservadores votaron en contra de la prohibición de la terapia de conversión para homosexuales, y el 70% de los diputados conservadores votaron a favor de un proyecto de ley para reabrir el debate sobre el derecho al aborto. En marzo del mismo año, el 54% de los miembros del partido rechazaron una moción para reconocer la existencia del cambio climático.
En materia de política exterior, el Partido Conservador propone reducir la ayuda al desarrollo de Canadá a los países más pobres del mundo en un 25 %. Los conservadores también quieren "reforzar los lazos con países con visiones similares" como Japón, India e Israel; por el contrario, denuncian a varios países, entre ellos Rusia, Corea del Norte e Irán, como "antagónicos y abiertamente hostiles a los intereses y valores canadienses". El partido también pide que la Embajada de Canadá en Israel se traslade de Tel Aviv a Jerusalén, de conformidad con la decisión del Presidente estadounidense Donald Trump, y que se suspenda la contribución de Canadá al Organismo de Obras Públicas y Socorro de las Naciones Unidas, que presta asistencia a los refugiados palestinos.

### Cambios parlamentarios
Como sucesor de la Alianza Canadiense (Canadian Alliance) del oeste de Canadá (anteriormente el Partido Reformista de Canadá), el partido apoya la reforma del Senado para que sea "elegido, igual y eficaz" (El Senado de la "Triple-E", por sus siglas en inglés: Elected, Equal & Effective). Sin embargo, el líder del partido, Stephen Harper informó al Gobernador General que nombre al no electo Michael Fortier tanto al Senado, como al Consejo de Ministros el 6 de febrero de 2006, el día en que su gobierno de minoría asumió el cargo. El 22 de diciembre de 2008 el primer ministro Harper pidió al Gobernador General cubrir los dieciocho escaños en el Senado que habían quedado vacantes en ese momento. Se informó anteriormente en The Toronto Star que esta acción era "matar cualquier posibilidad de que un gobierno de coalición Liberal-NDP llenase las vacantes el próximo año".
El partido presentó un proyecto de ley en el Parlamento para tener fechas fijas para las elecciones y, con el apoyo de los liberales, dicho proyecto de ley pasó. Sin embargo, Ned Franks, un experto parlamentario canadiense, sostiene que el primer ministro todavía tiene el derecho de asesorar al Gobernador General para que disuelva el parlamento de manera temprana y deje órdenes para una elección.

## Liderazgo del partido

### Líderes
| N.º | Imagen | Líder                          | Inició                   | Final                    | Otros cargos |
| --- | ------ | ------------------------------ | ------------------------ | ------------------------ | --- |
| —   |        | John Lynch-Staunton (interino) | 8 de diciembre de 2003   | 20 de marzo de 2004      | |
| 1   |        | Stephen Harper                 | 20 de marzo de 2004      | 19 de octubre de 2015    | Presidente de la Unión Internacional Demócrata (2018-presente) Primer ministro de Canadá (2006-2015) Diputado de la Cámara de los Comunes (1993-1997; 2002-2016) |
| —   |        | Rona Ambrose (interina)        | 5 de noviembre de 2015   | 27 de mayo de 2017       | Ministra de Salud (2013-2015) Ministra de Obras Públicas y Servicios Gubernamentales (2010-2013) Ministra de Diversificación Económica Occidental (2010-2011) Ministra del Trabajo (2008-2010) Ministra de Asuntos Intergubernamentales (2007-2008) Ministra del Medio Ambiente (2006-2007) Diputado de la Cámara de los Comunes (2004-2017) |
| 2   |        | Andrew Scheer                  | 27 de mayo de 2017       | 24 de agosto de 2020     | Presidente de la Cámara de los Comunes (2011-2015) Diputado de la Cámara de los Comunes (2004-presente) |
| 3   |        | Erin O'Toole                   | 24 de agosto de 2020     | 2 de febrero de 2022     | Ministro de Asuntos de los Veteranos (enero-noviembre de 2015) Diputado de la Cámara de los Comunes (2012-presente) |
| —   |        | Candice Bergen (interina)      | 2 de febrero de 2022     | 10 de septiembre de 2022 | Ministra de Estado en Desarrollo Social (2013-2015) Diputada de la Cámara de los Comunes (2008-2023) |
| 4   |        | Pierre Poilievre               | 10 de septiembre de 2022 | Actualidad               | Ministro de Empleo y Desarrollo Social (febrero-noviembre de 2015) Ministro de Reforma Democrática (2013-2015) Diputado de la Cámara de los Comunes (2004-presente) |

## Partidos provinciales
El Partido Conservador, aunque no tiene afiliaciones provinciales, trabaja en gran medida con los afiliados provinciales del antiguo Partido Conservador Progresista. Ha habido llamados para cambiar los nombres de los partidos provinciales de Conservador Progresista a Conservador. Sin embargo, no se han podido concretar.

## Resultados electorales
|  | 29.63 % |

|  | 36.27 % |

|  | 37.65 % |

|  | 39.62 % |

|  | 31.89 % |

|  | 34.41 % |

|  | 33.74 % |

|  | 41.28 % |